# 강씨 (후고구려)
강비(康妃, 생년 미상~915년)는 신라(新羅)말 후삼국 시대(後三國時代) 태봉(泰封) 사람으로, 태봉국(泰封國) (태봉국)의 왕비(王妃)였다. 신천(信川) 출신이다. 남편 궁예(弓裔)에게 간통했다는 의심을 받고 처형당한다.

## 생애
그의 존재는 실전되었다가 삼국사기와 고려사, 고려사절요 등에 궁예의 왕비 강씨가 있었다는 것이 간략하게 기술되어 알려지게 되었다. 강연창의 딸이며, 할아버지 강만루는 신라 말 대장군을 지냈다. 그녀의 친정은 신천의 유력 호족가문으로, 그의 친정은 강장자 가문이라 불렸다. 별칭이 성골장군인 호경은 그의 친정 6대조로, 고구려계 출신이었으며 백두산을 여행하다가 송악의 부소산에 정착하였으며, 5대조 강충은 부소산에서 송악으로 옮겼다. 훗날에 고려를 건국하는 태조 왕건은 그의 집안의 인척이었다.
그녀의 선조들은 개성에서 신천으로 옮겨 살았다. 후에 궁예가 신천 출신인 그녀를 왕비로 맞이한 것은 황해도, 평안도 일대인 패서(浿西) 지역 호족들의 지지를 얻기 위해서였다는 설이 있다. 철원지역의 전설에 의하면 그는 원래 친정 종고조부의 외손이었던 왕건과 혼인이 약속되었지만, 왕건의 아버지 왕륭이 반대하여 무산되었다 한다.
궁예와 혼인한 날짜는 알려져있지 않다. 궁예와의 사이에서 아들 청광, 신광을 두었다. 그러나 남편 궁예는 그녀가 간통하였다 의심하였다. 정개 2년(915년), 그의 포악함을 보다 못한 왕후 강(康)씨가 자신에게 간언하자, "네가 다른 남자와 간통하고 있지 않느냐. 나는 관심법으로 보아서 다 알고 있다."며 쇠꼬챙이를 가져다 왕후의 음부를 지져 죽이고, 자신의 두 아들마저 죽였다. 소위 '관심법'이라 칭하며 사람의 마음을 읽는 비상한 재주가 있다고 스스로 떠벌이곤 해서 여러 장수와 신하들을 역모죄로 몰아 죽이는 등 가혹한 공포정치를 행했다.

## 가족 관계
- 현조부 : 강충(康忠)
- 현조모 : 구치의(具置義, 서강(西江) 영안촌(永安村) 부자 구씨의 딸)
- 고조부 : 강보전(康寶甸, 신라에서 문하태학사를 역임하였다.
- 증조부 : 강순산(康淳山)
- 조부 : 강만루(康萬嶁), 대장군을 역임했다.
- 아버지 : 강연창(康衍昌)
- 어머니 : 백씨(百氏)
  - 남편 : 궁예(弓裔, ?~918, 재위:901~918)
    - 아들 : 청광(淸光, ? ~915)
    - 아들 : 신광(神光, ? ~915)
- 시아버지 : 헌안왕(憲安王, ? ~861,재위:857년~861)
- 시아버지 : 경문왕(景文王, 841~875,재위:861~875)

## 강비가 등장하는 작품
- 《태조 왕건》(KBS, 2000년~2002년, 배우:김혜리, 정후)

## 같이 보기
- 강충
- 궁예
- 왕건
- 강조
- 강보육

## 참고 자료
- 김용선, <궁예의 나라 태봉> (일조각, 2008)
- 궁예는 왜 왕비 강씨를 죽였을까? 오마이뉴스 2008.10.23.